# Donald Blessing
Donald Franklin "Don" Blessing (ur. 26 grudnia 1905 w Hollister, zm. 4 lipca 2000 w Tiburon) – amerykański wioślarz i bankier, złoty medalista olimpijski. 
Wystąpił na igrzyskach olimpijskich w Amsterdamie w 1928, gdzie reprezentacja USA w składzie: Marvin Stalder, John Brinck, Francis Frederick, William Thompson, William Dally, James Workman, Hubert Caldwell, Peter Donlon i Donald Blessing (sternik) zdobyła złoty medal w ósemkach. W finale walkę o zwycięstwo wygrali z Brytyjczykami o 2,4 sekundy. Był to jego jedyny start olimpijski.
Po ukończeniu edukacji na Uniwersytecie Kalifornijskim w Berkeley został bankierem inwestycyjnym. Był też jednym z właścicieli Oakland Raiders, występującego w American Football League.